# Gobierno de transición de Etiopía
El Gobierno de transición de Etiopía fue establecido en 1991, inmediatamente después de que el Frente Democrático Revolucionario del Pueblo Etíope, tomó el poder, derrocando a los comunistas de la República Democrática Popular de Etiopía, en mayo de 1991, y duró hasta el 21 de agosto de 1995, cuando se aprobó una nueva constitución y se declaró la actual República Democrática Federal de Etiopía. Durante la fase de transición, el presidente y jefe de Estado del país fue Meles Zenawi, y su primer ministro fue Tamrat Layne.

## Historia

### Formación del gobierno provisional

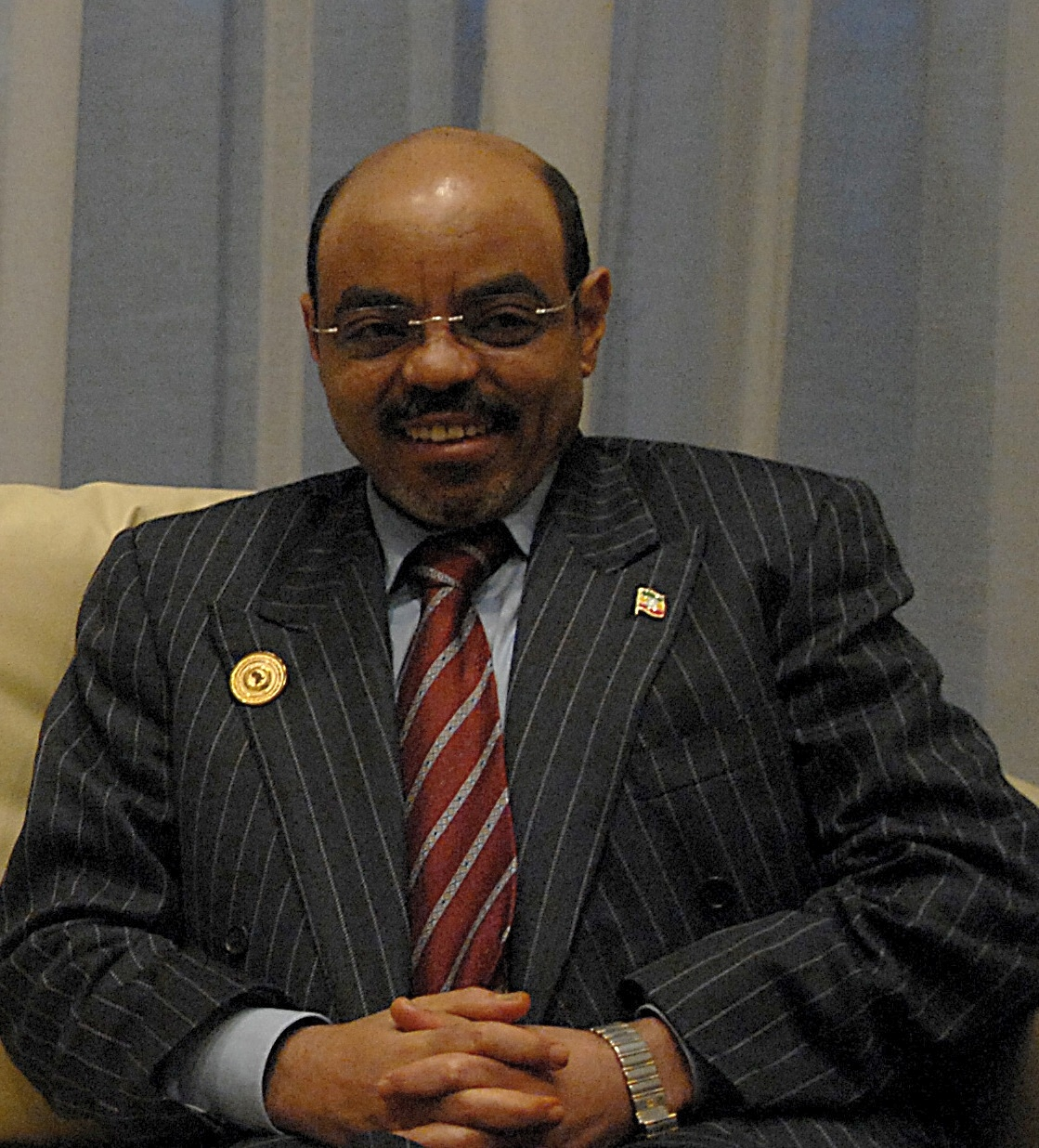
Meles Zenawi, presidente provisional de Etiopía.

Etiopía se encontraba en guerra civil desde el derrocamiento del gobierno imperial absolutista de Haile Selassie en 1974, cuando se estableció el Consejo Administrativo Militar Provisional de la Etiopía Socialista, también conocido como Derg. Luego de la caída de Addis Abeba bajo las fuerzas del FDRPE, el gobierno marxista del Derg, liderado por Mengistu Haile Mariam desde sus inicios, se vio derrocado. El FDRPE convocó a una conferencia nacional del 1 de julio al 5 de julio, en la cual se adoptó una Carta Nacional, que actuaría como constitución provisional mientras se aprobaba una definitiva.
La Carta creó los puestos de presidente como jefe de Estado y primer ministro como jefe de gobierno, más un Consejo de Representantes con 87 y un Consejo de Ministros multiétnico con 17 miembros. El Consejo de Representantes elegiría al presidente y se encargaría de supervisar la transición a un gobierno permanente, cuya creación estaba prevista para 1994. Otra comisión fue creada para redactar la nueva constitución de Etiopía, que debía ser aprobada a principios de 1994, dos años y medio más tarde.
Esta Carta reconocía, además, el derecho a la autodeterminación de todas las "naciones, nacionalidades y pueblos" que vivían en Etiopía, dentro de un estado federal, y exigía la creación de consejos regionales de base étnica que sustituyeron las provincias. Estas regiones son conocidas desde entonces como kililoch, o Kilil en singular, lo que significa concretamente "reserva" o "área protegida" en amhárico.
Una Comisión de Límites se creó en agosto de 1991 para trazar la definitiva delimitación de las nuevas regiones, presentando el nuevo mapa del país el 18 de octubre de ese mismo año, y el 16 de enero de 1992 se anunció el establecimiento de los gobiernos autónomos de las regiones. Las primeras elecciones se llevaron a cabo el 21 de junio. Después de las mismas, cinco regiones del sur del país se fusionaron en la Región de las Naciones, Nacionalidades y Pueblos del Sur.

### Secesión de Eritrea
Eritrea formaba parte de Etiopía desde 1952, y su forma de gobierno federal había sido disuelta unilateralmente por Haile Selassie en noviembre de 1962. Desde entonces, organizaciones como el Frente Popular de Liberación de Eritrea y el Frente para la Liberación de Eritrea lucharon durante treinta años por la independencia. Una delegación estadounidense llegó a Etiopía en 1991 para mantener conversaciones de paz con el recién llegado gobierno provisional, el FPLE, después de haber triunfado en la guerra de independencia contra las fuerzas del Derg, asistió como observador y mantuvo conversaciones con el nuevo gobierno de transición para las futuras relaciones entre ambos pueblos. En esas conversaciones se reconoció el derecho a la autodeterminación del pueblo eritreo, protegido por la Carta Nacional. En abril de 1993 se celebró un referéndum en el que el pueblo eritreo votó abrumadoramente por la independencia. Esta se produjo definitivamente el 24 de mayo, y Eritrea ingresó a la ONU como una nueva nación soberana. Tras la secesión, Etiopía perdió su salida al mar.

### Declaración del gobierno definitivo
Una asamblea constituyente fue elegida en 1994 para redactar la nueva constitución de Etiopía. Las elecciones generales se llevaron a cabo entre mayo y junio de 1995 y la constitución entró en vigor el 21 de agosto de ese mismo año, poniendo fin al gobierno de transición. El país adoptó el nombre de República Democrática Federal de Etiopía, y formalizó su estructura federal, dividiéndose en estados con base a su demografía étnica. Meles, el presidente del gobierno provisional, fue nombrado primer ministro y se mantuvo en el cargo hasta su muerte en 2012.